# Szabad Emberek Magyarországért
A Szabad Emberek Magyarországért, röviden SZEMA (korábban Szabad Emberek Magyarországért – Liberális Párt), egy volt magyarországi politikai párt, jelenleg egyesület. 2009-ben alapították, elnöke Ungár Klára, a Fidesz egykori országgyűlési képviselője, főpolgármester-jelöltje, később a Szabad Demokraták Szövetségének országgyűlési képviselője. A párt politikáját liberálisként határozza meg.
A bíróság döntése alapján 2015. május 22-én a pártot megszüntették és egyesületként működik tovább, mivel két országgyűlési választáson sem indított jelöltet.

## Tevékenysége
A párt önállóan eddig egy választáson sem indult. A 2014-es országgyűlési választás előtt felmerült a párt csatlakozása az akkor még formálódóban lévő Összefogás nevű választási szövetséghez, de valójában csak az Együtt-PM-mel lépett szövetségre, ám ezt a szövetséget is felbontották, amikor az Együtt-PM csatlakozott az Összefogáshoz, mert Ungár szerint annak szellemisége nem segíti elő a Fidesz legyőzését, és lényegében csak a megszerezhető parlamenti helyekről szólt. Ezért aztán a párt csak kívülről támogatta a szövetséget.